# Google Koordináták
A Google Koordináták egy helyzetmeghatározó Google-alkalmazás volt. Eredeti angol elnevezése Latitude, ennek jelentése szélességi fok, de itt valójában a térbeli elhelyezkedésre utal.
Ezzel az alkalmazással az internetes felületen valamint Android operációs rendszert futtató eszközökön a regisztrált felhasználó pillanatnyi helyzetét tudta meghatározni, a szükséges eszköz és egyéb kiegészítők – GPS, online internetkapcsolat – segítségével. A felhasználó kapcsolatrendszerében (telefonkönyvében) található más felhasználók – akik szintén használták, futtatták és engedélyezték eszközükön ezt a funkciót – pillanatnyi helyzete is nyomon követhető volt. A program célja az ismerősökkel, barátokkal, üzletfelekkel történő fizikai találkozást megkönnyítése, vagy akár a gyermekfelügyelet ellátása volt. Amennyiben a program engedélyezve volt, a felhasználót más, a Latitude-szolgáltatáson belüli nemkívánatos személyek is megtalálhatták, nyomon követhették.